# Madraça Ulugue Begue (Samarcanda)
A Madraça Ulugue Begue (em usbeque: Ulugʻbek madrasasi) é uma madraça (escola islâmica) no centro histórico de Samarcanda, um sítio classificado como Património Mundial pela UNESCO no Usbequistão. Juntamente com outros monumentos, forma o conjunto monumental do Reguistão, o antigo coração da cidade. Foi construída entre 1417 e 1421 pelo então governador timúrida de Samarcanda, Ulugue Begue, o neto de Tamerlão e proeminente astrónomo, que depois foi imperador entre 1447 e 1449.
A madraça foi um importante centro de ensino do Império Timúrida, onde lecionaram alguns dos mais destacados académicos do seu tempo, tanto religiosos como seculares. É o edifício mais antigo do Reguistão, o único do século XV e o único sobrevivente dum conjunto arquitetónico mais vasto, que incluía várias mesquitas, caravançarais, um bazar e um khanaqah (pousada de sufistas). No local deste último encontra-se atualmente a Madraça Cher-Dor, situada em frente à Madraça Ulugue Begue.

## História e contexto
A madraça é um dos vários monumentos erigidos em Samarcanda por Ulugue Begue, que foi um grande patrono do ensino, cultura e ciência na cidade que foi a capital do império fundado pelo seu avô Tamerlão e que ele governou de forma praticamente independente a partir de 1409, enquanto o seu pai Xaruque dirigia o Império Timúrida a partir de Herate, para onde tinha transferido a capital. Ulugue Begue era ele próprio era um estudioso e cientista, que se destacou principalmente no campo da astronomia, conhecido principalmente pelos seus mapas estelares de grande precisão, apesar de terem sido realizados sem recorrer a telescópios.
Embora seja comum apresentar a madraça como uma universidade, alguns autores, nomeadamente Pierre Chuvin, observam que pode ser um exagero considerá-la uma verdadeira universidade, similar às que existem na atualidade, pois o ensino nela ministrado estava muito ligado ao islão. Isso era, de resto, coerente com a forma como o seu fundador encarava a aprendizagem — apesar da sua faceta de cientista, Ulugue Begue era um muçulmano muito piedoso, que considerava a aprendizagem como um ato de reverência para com a criação de Alá, pelo que é um anacronismo saudá-lo como um adepto do racionalismo.
É evidente a forma como a visão de mundo e os interesses de Ulugue Begue se refletiram no projeto da madraça. Por exemplo, o tratamento decorativo usado respeita integralmente a proibição islâmica da representação de seres vivos, usando-se sobretudo motivos geométricos e caligráficos, como é usual na generalidade dos edifícios religiosos islâmicos. Não obstante, na fachada foram tomadas algumas liberdades consideráveis. Esta é decorada com elementos tesselados que formam um conjunto deslumbrante de "constelações", que podem ser interpretados como uma referência à paixão do fundador da madraça pela astronomia. Na verdade, sabe-se que uma parte do edifício foi usado durante algum tempo como observatório astronómico, antes de ter sido construído um edifício projetado especificamente com esse fim, o Observatório de Ulugue Begue, do qual resta muito pouco atualmente porque foi destruído por fanáticos religiosos em 1449, pouco depois da morte de Ulugue Begue. Além da madraça de Samarcanda, onde terá sido professor, Ulugue Begue fundou outras duas, ambas também conhecidas com o seu nome, uma em Bucara e  outra em G‘ijduvon, embora alguns autores acreditem que estas foram construídas por um filho de Ulugue, Abedalá.
Dadas as semelhanças das três madraças que têm o nome do príncipe-astrónomo em termos de planta e altura, todas elas podem ter tido o mesmo arquiteto. Sabe-se o nome do arquiteto da de Bucara — Ismail b. Tair b. Mamade Isfaani — que pode ter sido descendente dum dos mestres construtores e artesãos capturados pelos exércitos de Tamerlão em Isfaã, no Irão que foram forçados ficar nos domínios timúridas da Ásia Central.

## Arquitetura

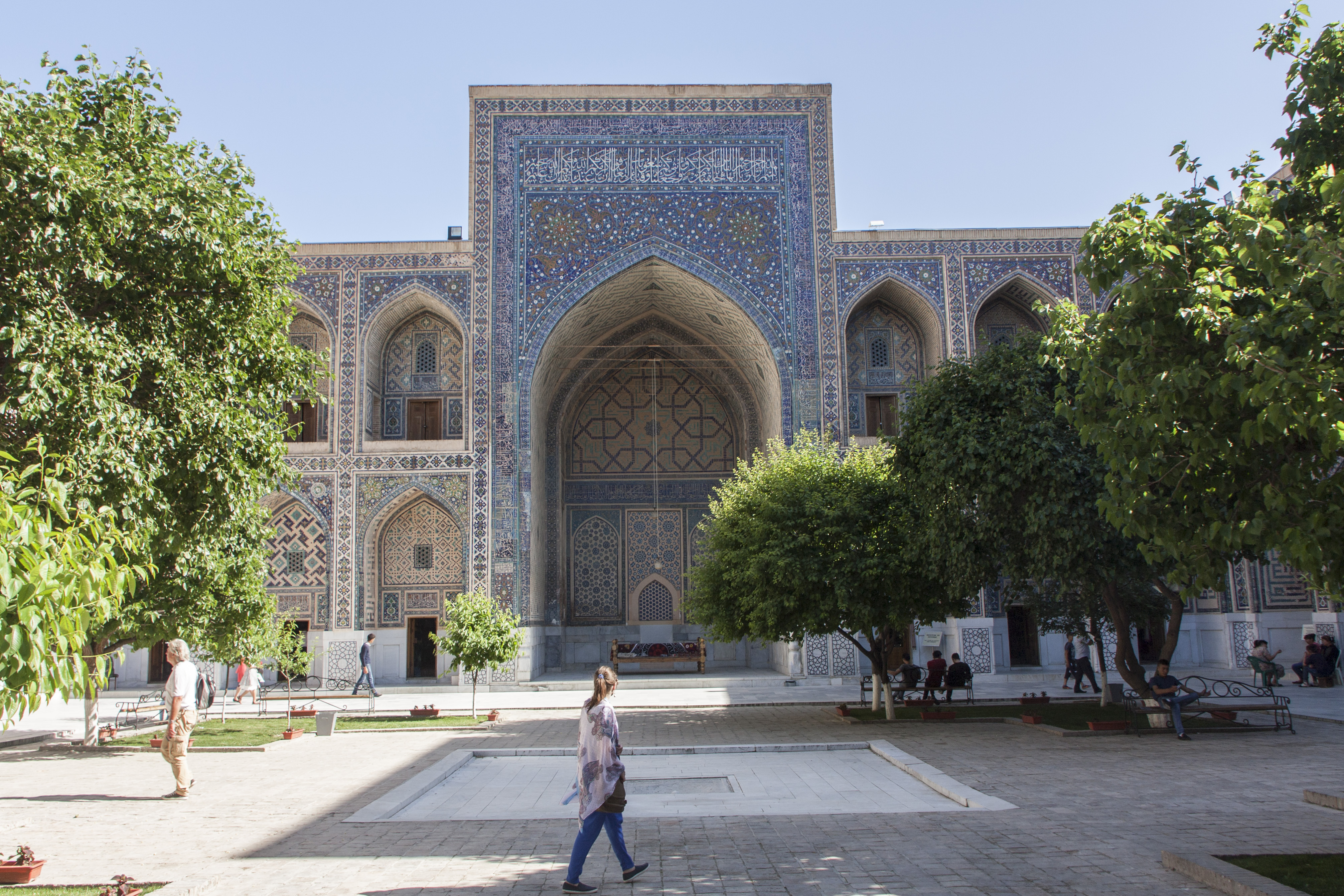
Pátio interior

O edifício tem planta retangular, com 56 por 81 metros, com um minarete com 33 metros de altura em cada um dos quatro ângulos. Cada um dos lados é constituído por blocos de dois pisos, que circundam um pátio interior. A entrada é feita por três ivãs sucessivos. O ivã exterior, virado para a praça Reguistão, tem um enorme pistaque com 35 metros de altura (o dobro da altura do resto do edifício) e ocupa dois terços do lado da madraça. Ostenta uma inscrição em cúfico onde se lê: «esta fachada magnificente tem uma altura tal que é o dobro da do céu e tem um peso tal que a espinha da Terra está prestes a demoronar». A seguir ao ivã exterior há um outro intermédio, mais pequeno, que por sua vez dá acesso a um terceiro, virado para o pátio interior.
O pátio interior, com 30 por 40 metros, é rodeado por uma galeria de dois pisos, onde estão as entradas das ciquenta hujras (celas de habitação dos estudantes). No centro de cada uma das galerias do pátio há um ivã. O do lado ocidental dá acesso a uma mesquita comprida e estreita, situada na parte traseira da madraça, onde estão em exposição várias peças, nomeadamente documentos e gravuras europeias do século XVII. Uma das das gravuras mostra Ulugue Begue com aspeto muito europeu. Em cada um dos cantos do pátio há uma darskhana (sala de leitura ou de aulas), coberta por uma cúpula. Estas salas flanqueiam a sala da mesquita a oeste e o ivã principal a leste. A colocação das salas de aula nos cantos foi adotada por quase todas as madraças posteriores da Ásia Central, embora nas madraças mais recentes ser comum uma das esquinas ser ocupada pela mesquita, em vez desta ficar na parte traseira.
Todas as superfícies exteriores estão cobertas por um esquema decorativo variegado, executado em tijolos hazarbaf, azulejos haft e mosaicos de faiança (majólica). Os lambrins e molduras são em mármore. Os motivos decorativos são sobretudo padrões girikh geométricos, mas também há motivos florais e inscrições em cúfico. A base amarelo-acastanhada (cor de terra), ajuda a destacar os vidrados verdes, amarelos, turquesa e azuis claros e escuros. No pishtaq da entrada principal, uma panóplia de estrelas azuis na decoração demonstra a paixão de Ulugue Begue pela astronomia.